# Bách gia tính
Bách gia tính (chữ Hán: 百家姓, nghĩa là họ của trăm nhà) là một văn bản ghi lại các họ phổ biến của người Trung Quốc. Văn bản này được soạn vào đầu thời Tống. Ban đầu danh sách có 411 họ, sau đó tăng lên 504 họ, gồm 444 họ đơn (chỉ gồm một chữ, ví dụ Triệu, Hồ,...) và 60 họ kép (gồm hai chữ, ví dụ Tư Mã, Gia Cát,...). Hiện nay có khoảng 800 họ phát sinh từ văn bản gốc này.
Đây là thể thơ vần 8 chữ. Thứ tự không xếp theo sự phổ biến của từng họ, mà theo như học giả đời Tống Vương Minh Thanh (王明清), các họ đầu tiên được nói tới trong danh sách là họ của các gia tộc quan trọng của triều đình phong kiến lúc đó, trước hết là Triệu (趙) - họ của các hoàng đế nhà Tống, sau đó là Tiền (錢) - họ của các vua nước Ngô Việt, Tôn (孫) - họ của chính phi Ngô Việt vương và Lý (李) - họ của các vua nước Nam Đường. Bốn họ tiếp theo sau đó - Chu (周), Ngô (吳), Trịnh (鄭), Vương (王) - là họ bốn người vợ khác của Tiền Thục, vua Ngô Việt cuối cùng.
Toàn bộ văn bản được xếp vần điệu và có thể đọc lên như một bài thơ 4 chữ một câu, vì vậy đôi khi trẻ em Trung Quốc sử dụng tác phẩm này để học vỡ lòng bên cạnh cuốn Tam tự kinh.